# Apolinar Brull Ayerra
Apolinar Brull Ayerra (San Martín de Unx, Navarra, el 3 de juliol de 1845 - Madrid, el 7 d'abril de 1905) fou un compositor navarrés. La seva obra es fonamenta sobretot en la composició de sarsueles.
Va estudiar amb Gorriti a Tafalla i amb Compta i Arrieta a Madrid, obtenint el 1869 els primers premis en cant i composició.
Va ser soci fundador, professor i membre de la Junta directiva de l'Institut Filharmònic de Madrid (desembre de 1883), presidit per Guillermo Morphy, el Comte de Morphy. El 1886 s'estableix a Matanzas (cuba) per col·laborar amb el professor Francisco Cortadellas en la creació d'un Institut Filharmònic que prendria com a model l'entitat de Madrid.

## Sarsueles
- 1882. Espinas de una rosa. Sarsuela en un acte.
- 1884. Guldnara. Òpera espanyola en 1 acte.
- 1887. Blanca de Saldaña. Drama líric en tres actes.
- 1888. La verdad desnuda. Sàtira social en un acte.
- 1888. La cruz blanca. Sarsuela en un acte.
- 1888. Las virtuosas. Esbos còmico-líric en un acte.
- 1889. El fuego de San Telmo. Sainet en un acte. Llibret de Carlos Arniches i Gonzalo Cantó.
- 1889. Panorama nacional. Esbos còmico-líric en un acte.
- 1889. Sociedad secreta. Juguet còmico-líric en un acte.
- 1890. Los empecinados. Sarsuela en dos actes. Estrenada al teatre Príncipe Alfonso de Madrid, el 7 de juny.
- 1891. La boda del cojo. Sarsuela còmica en un acte.
- 1893. El ángel guardián. Sarsuela en tres actes.
- 1894. La merienda. Sainet líric en un acte.
- 1896. Madrid cómico. Sarsuela en un acte.
- 1896. Su majestad la tiple. Juguet còmic en un acte.
- 1897. El ángel caído. Sainet líric en un acte.
- 1898. La buena sombra. Sainet en un acte. Llibret dels germans Quintero. Estrenat al Teatre de la Zarzuela de Madrid, el 4 de març.
- 1899. El querer de la Pepa. Sainet líric en un acte.
- 1900. La celosa. Sainet líric en un acte.
- 1902. Los Charros. Sarsuela en un acte.

El seu germà Melecio Brull Ayerra (1858-1923), també fou pianista i compositor.